# Marcel Hensema
 (octobre 2018).
Si vous disposez d'ouvrages ou d'articles de référence ou si vous connaissez des sites web de qualité traitant du thème abordé ici, merci de compléter l'article en donnant les références utiles à sa vérifiabilité et en les liant à la section « Notes et références ».
Marcel Hensema, né le 16 avril 1970 à Winschoten, est un acteur, réalisateur et metteur en scène néerlandais.

## Filmographie
- 1994 : Stills de Mijke de Jong : Sebastiaan[2]
- 2001 : The Cave de Martin Koolhoven : Axel van de Graf[3]
- 2003 : Cloaca de Willem van de Sande Bakhuyzen[4]
- 2004 : Simon de Eddy Terstall : Camiel Vrolijk[5]
- 2004 : 06/05 de Theo van Gogh[6]
- 2005 : Dilemma de Boris Paval Conen[7]
- 2006 : Wild Romance de  Jean van de Velde[8]
- 2007 : Timboektoe de Dave Schram[9]
- 2010 : Majesty de Peter de Baan[10]
- 2010 : The Happy Housewife de Antoinette Beumer : Beau[11]
- 2010 : Fuchsia, la petite sorcière de Johan Nijenhuis : Oom Rogier[12]
- 2011 : The Heineken Kidnapping de Maarten Treurniet : Kees Sietsma[13]
- 2011 : Sonny Boy de Maria Peters : Willem[14]
- 2012 : Nick de Fow Pyng Hu : Wim[15]
- 2012 : De Marathon de Diederick Koopal[16]
- 2014 : Kankerlijers de Lodewijk Crijns : Oncoloog Marco[17]
- 2014 : Farewell To The Moon de Dick Tuinder : Bob[18]
- 2014 : Hollands Hoop de Franky Ribbens : Fokke Augustinus[19]
- 2015 : Dummie the Mummy and the Sphinx of Shakaba de Pim van Hoeve : Meester Krabbel[20]
- 2015 : Bloed, zweet & tranen de Diederick Koopal : Johnny Kraaijkamp[21]
- 2016 : Lou Andreas-Salomé de Cordula Kablitz-Post : Hendrik Gillot[22]
- 2016 : In My Father's Garden de Ben Sombogaart : Jozef Mieras[23]
- 2016 : Le procès de Tokyo : B.V.A. Röling[24]
- 2017 : Silk Road de Mark de Cloe : Vader Daphne[25]
- 2017 : Double face (Het tweede gelaat) de Jan Verheyen : Anton Mulder[26]
- 2019 : Spider in the Web d'Eran Riklis : Ruud Van Der Veen

### Comme réalisateur
- 2003 : 15.35 Track 1 : co-réalisé avec Tim Oliehoek[27]

## Crédit d'auteurs
- (nl) Cet article est partiellement ou en totalité issu de l’article de Wikipédia en néerlandais intitulé « Marcel Hensema » (voir la liste des auteurs).